# 艾希爾斯巴赫河
49°51′36″N 9°12′10″E / 49.86010°N 9.20285°E

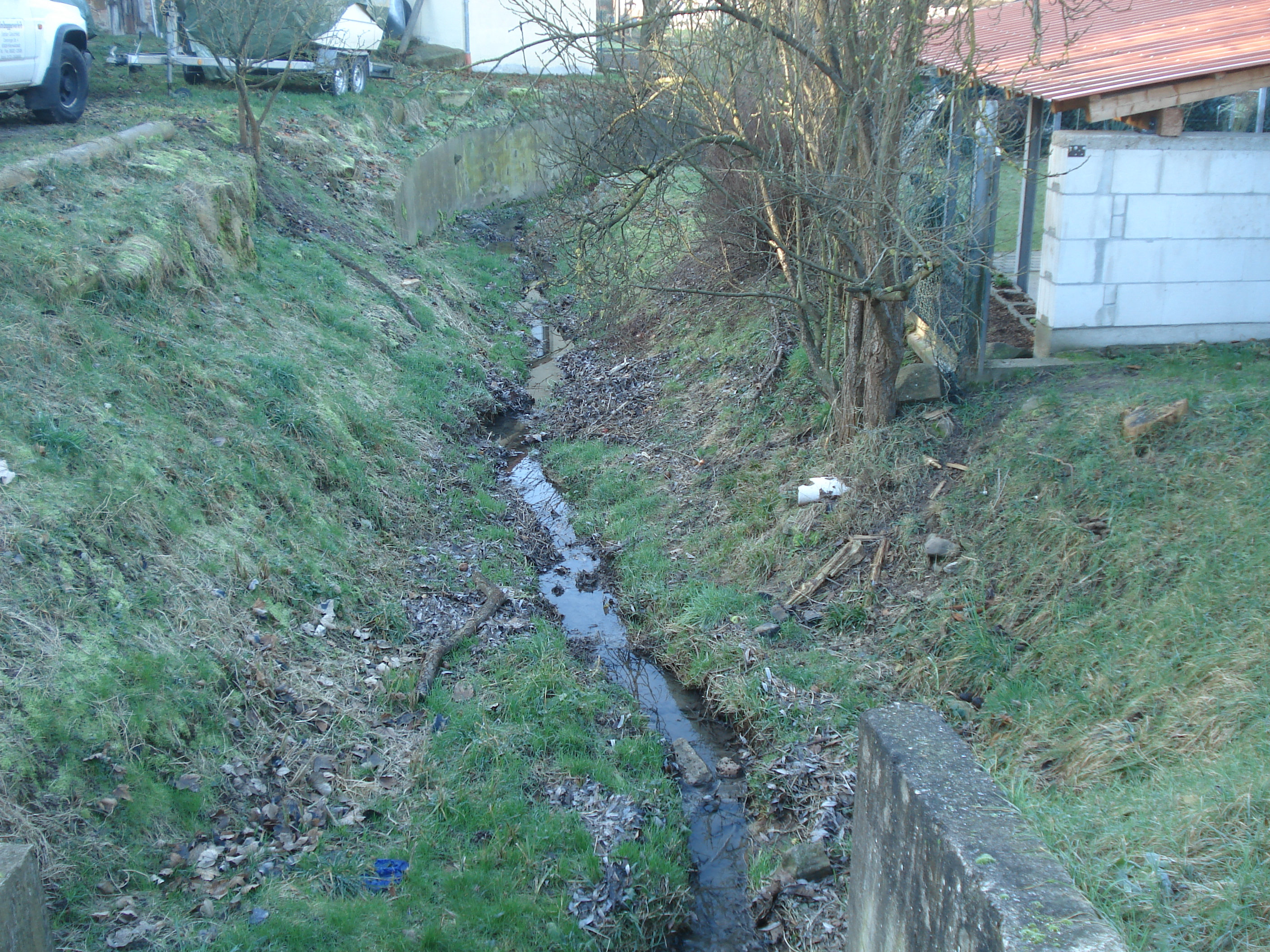

艾希爾斯巴赫河（德語：Eichelsbach），是德國的河流，位於該國東南部，由巴伐利亞負責管轄，屬於新格拉本河的左支流，河道全長3公里，流域面積4.4平方公里。